# フランシス・アンズリー (初代アンズリー伯爵)
初代アンズリー伯爵フランシス・チャールズ・アンズリー（英語: Francis Charles Annesley, 1st Earl Annesley、1740年11月27日 – 1802年12月19日）は、アイルランド王国の貴族、政治家。

## 生涯
ウィリアム・アンズリー（後の初代グレローリー子爵）とアン・ベレスフォード（Anne Beresford、1770年5月12日没、初代ティロン伯爵マーカス・ベレスフォードの娘）の息子として、1740年11月27日に生まれた。
1761年から1770年までダウンパトリック選挙区の代表としてアイルランド庶民院議員を務め、1770年9月12日に父が死去するとグレローリー子爵の爵位を継承、1771年3月1日にアイルランド貴族院議員に就任した。
フリーメイソンの一員であり、1787年から1788年までアイルランド・グランドロッジのグランドマスターを務めた。
1789年8月17日、アイルランド貴族であるダウン県におけるキャッスルウェランのアンズリー伯爵に叙された。
1802年12月19日にマウントパンサーで死去、嫡子がいなかったためアンズリー伯爵の特別残余権に基づき弟リチャードが爵位を継承した。

## 家族
1766年2月8日、メアリー・グローヴ（Mary Grove、1791年8月25日没、ロバート・グローヴの娘）と結婚した。
メアリーの死後、アンズリー伯爵は自身が雇った門番の妻ソフィア・コノール（Sophia Connor、1852年没）と結婚式を挙げた。アンズリー伯爵とソフィアは結婚式以前に1男をもうけており、結婚式の後にさらに2男をもうけたが、3人とも嫡子とはみなされなかった。
- 男子（享年14） - 結婚式以前に生まれた子供。水死した
- ジョージ（1799年頃 – 1814年2月18日埋葬） - 生涯未婚
- フランシス・チャールズ（1803年3月9日没） - 夭折

アンズリー伯爵はさらにメアリーの存命中にドロシー・マキロイ（Dorothy McIlroy）との間で4男をもうけており、うち1男が1855年時点で存命だったという。